# Palonosetron
Palonosetron (DCI), nombre comercial Aloxi, es un fármaco que pertenece al grupo de los antagonistas de los receptores de la 5-HT3, genéricamente conocidos como setrones, que está indicado en la prevención y tratamiento de las  náuseas y vómitos inducidos por la quimioterapia (NVIQ).
Palonosetron es el setrón más efectivo en el control de los NVIQ diferidos, o sea, aquellos que aparecen más allá de las 24 horas tras la administración de la primera dosis de un ciclo de quimioterapia. De hecho, es el único setrón aprobado por la agencia americana FDA (Food and Drug Administration) específicamente en NVIQ diferidos.
Palonosetron se administra  endovenosamente, en una única dosis, 30 minutos antes de recibir la quimioterapia.
Palonosetron es el último setrón que se ha incorporado a la práctica clínica.